# ORP Grom (destroyer, 1957)
Pour les autres navires du même nom, voir ORP Grom.
L'ORP Grom (en français : Tonnerre) était un destroyer de classe Skory (projet 30bis), vendu à la République populaire de Pologne par l’Union soviétique en 1957. Il a été construit par l'Usine n°112 Krasnoïé Sormovo à Leningrad et servait à l’origine dans la flotte soviétique de la mer Baltique sous le nom de Sposobnyy. Il a servi dans la marine polonaise avec son sister-ship ORP Wicher jusqu’en 1973. Le navire a été mis au rebut en 1977. Ses restes ainsi que le Wicher ont été coulés à Hel comme brise-lames, où ils restent à ce jour.